# Remigiusz Charkiewicz
Remigiusz Charkiewicz (ur. 22 października 1999 w Opolu) – polski strzelec sportowy, medalista Mistrzostw Europy Juniorów. Specjalizujący się w strzelaniu do rzutków. Wielokrotny Mistrz Polski Juniorów i Młodzieżowców. Zawodnik klubu WKS Śląsk Wrocław. Członek Kadry Narodowej w strzelaniach śrutowych.

## Opis
Kilkunastokrotny medalista Mistrzostw Polski w trapie olimpijskim. Wielokrotny rekordzista Polski w tej dyscyplinie. Srebrny medalista Mistrzostw Europy Juniorów 2019 w konkurencji Trap Mixed Team (z Sandrą Bernal). Finalista Pucharu Świata w Nikozji 2020 w konkurencji Trap Mixed Team. Najlepszy zawodnik roku 2019 w kategorii Junior. Drużynowy Mistrz Polski 2020 w trapie olimpijskim.